# Фергюсон (Міссурі)
Фергюсон (англ. Ferguson) — місто (англ. city) в США, в окрузі Сент-Луїс штату Міссурі. Населення — 18 527 осіб (2020).
Місто отримало широку міжнародну увагу 9 серпня 2014 року, коли молодий хлопець, Майкл Браун, був смертельно поранений співробітником місцевої поліції, Дарреном Вілсоном, що викликало триваючі протести і цивільні заворушення.

## Історія
Історія місто бере свій початок у 1855 році, коли Вільям Б. Фергюсон передав 10 акрів землі у власність залізничної компанії Вобаш, у обмін на будівництв компанією нової залізничної станції.
Із серпня 2014 року місто стало відомим завдяки заворушенням, які відбулися у місті внаслідок вбивства білим поліцейським чорношкірого юнака Майкла Брауна.

## Географія
Фергюсон розташований за координатами 38°44′56″ пн. ш. 90°17′45″ зх. д. / 38.74889° пн. ш. 90.29583° зх. д. (38.748829, -90.295827).  За даними Бюро перепису населення США в 2010 році місто мало площу 16,06 км², з яких 16,04 км² — суходіл та 0,02 км² — водойми.

### Клімат
| Клімат : Фергюсон       | Клімат : Фергюсон | Клімат : Фергюсон | Клімат : Фергюсон | Клімат : Фергюсон | Клімат : Фергюсон | Клімат : Фергюсон | Клімат : Фергюсон | Клімат : Фергюсон | Клімат : Фергюсон | Клімат : Фергюсон | Клімат : Фергюсон | Клімат : Фергюсон | Клімат : Фергюсон |
| Показник                | Січ.              | Лют.              | Бер.              | Квіт.             | Трав.             | Черв.             | Лип.              | Серп.             | Вер.              | Жовт.             | Лист.             | Груд.             | Рік               |
| Абсолютний максимум, °C | 25,0              | 29,4              | 33,3              | 33,9              | 36,7              | 40,6              | 46,1              | 43,3              | 40,0              | 34,4              | 30,0              | 26,1              | 46,1              |
| Середній максимум, °C   | 3,3               | 6,7               | 12,8              | 19,4              | 24,4              | 29,4              | 32,2              | 31,1              | 26,7              | 20,0              | 12,2              | 5,6               | 18,9              |
| Середній мінімум, °C    | −6,1              | −2,8              | 2,2               | 8,3               | 13,9              | 18,9              | 21,7              | 20,6              | 15,6              | 8,9               | 2,8               | −3,3              | 8,3               |
| Абсолютний мінімум, °C  | −28,3             | −27,8             | −20,6             | −6,7              | −0,6              | 6,1               | 10,6              | 8,3               | 0,0               | −6,1              | −17,2             | −26,7             | −28,3             |
| Норма опадів, мм        | 54                | 58                | 91                | 94                | 104               | 96                | 76                | 76                | 75                | 70                | 94                | 73                | 961               |
| ----------------------- | ----------------- | ----------------- | ----------------- | ----------------- | ----------------- | ----------------- | ----------------- | ----------------- | ----------------- | ----------------- | ----------------- | ----------------- | ----------------- |
| Джерело:                |                   |                   |                   |                   |                   |                   |                   |                   |                   |                   |                   |                   |                   |

## Демографія
Згідно з переписом 2010 року, у місті мешкали 21 203 особи в 8192 домогосподарствах у складі 5500 родин. Густота населення становила 1320 осіб/км².  Було 9105 помешкань (567/км²).
Расовий склад населення:
| - 67,4 % — чорних або афроамериканців - 29,3 % — білих - 0,5 % — азіатів - 0,4 % — корінних американців |

До двох чи більше рас належало 2,0 %. Частка іспаномовних становила 1,2 % від усіх жителів.
За віковим діапазоном населення розподілялося таким чином: 28,7 % — особи молодші 18 років, 61,0 % — особи у віці 18—64 років, 10,3 % — особи у віці 65 років та старші. Медіана віку мешканця становила 33,1 року. На 100 осіб жіночої статі у місті припадало 81,2 чоловіків;  на 100 жінок у віці від 18 років та старших — 73,0 чоловіків також старших 18 років.
Середній дохід на одне домашнє господарство  становив 50 101 долар США (медіана — 42 738), а середній дохід на одну сім'ю — 55 986 доларів (медіана — 46 808). Медіана доходів становила 40 213 долари для чоловіків та 34 426 доларів для жінок. За межею бідності перебувало 22,1 % осіб, у тому числі 36,2 % дітей у віці до 18 років та 10,9 % осіб у віці 65 років та старших.
Цивільне працевлаштоване населення становило 9803 особи. Основні галузі зайнятості: освіта, охорона здоров'я та соціальна допомога — 25,1 %, роздрібна торгівля — 14,0 %, науковці, спеціалісти, менеджери — 12,8 %.

## Промисловість
У місті розташована штаб-квартира компанії Emerson Electric.